# Vestmannaeyjar
Vestmannaeyjar je otočje južno od obala Islanda u regiji Suðurland.
Najveći otok, Heimaey, ima 4.414 stanovnika koji žive u glavnom gradu otočja Vestmannaeyjabær. Ostali otoci su nenastanjeni. Vestmannaeyjar je došao u središte međunarodne pozornosti 1973. kada se dogodila erupcija vulkana Eldfell, koji je porušio mnoge građevine i prisilo cjelokupno stanovništvo na evakuaciju.

## Zemljopis
Vestmannaeyjar se sastoji od sljedećih otoka:
- Heimaey (13,4 km²)
- Surtsey (1,4 km²)
- Elliðaey (0,45 km²)
- Bjarnarey (0,32 km²)
- Álsey (0,25 km²)
- Suðurey (0,20 km²)
- Brandur (0,1 km²)
- Hellisey (0,1 km²)
- Súlnasker (0,03 km²)
- Geldungur (0,02 km²)
- Geirfuglasker (0,02 km²)
- otoci Hani, Hæna i Hrauney, kao i hrid Grasleysa se nazivaju Smáeyjar (otočići).

## Gradovi prijatelji
- Frederikshavn, Danska

## Vanjske poveznice
|  | Zajednički poslužitelj ima još gradiva o temi Vestmannaeyjar |

- Službene stranice
- Fotografije na islandsmyndir.is  Arhivirana inačica izvorne stranice od 27. rujna 2007. (Wayback Machine)
- Heimaey (vulkan)  Arhivirana inačica izvorne stranice od 3. lipnja 2004. (Wayback Machine)